# Pablo Lavallén
Pablo Hernán Lavallén (Buenos Aires, Argentina; 7 de septiembre de 1972) es un exfutbolista y actual entrenador argentino. Jugaba como defensor. Actualmente dirige al Marathón de la Liga Nacional de Honduras.

## Trayectoria como jugador

### Como jugador
Luego de hacer todas las inferiores en el club, debutó en la Primera División de Argentina en 1991 en River Plate.
Posteriormente, emigró a Atlas de Guadalajara de México, donde se desempeñó entre 1996 hasta 2001. Fue transferido a Tiburones Rojos de México en el primer semestre de 2002, y para el 2° semestre del mismo año, pasó a Huracán de Parque Patricios. 
Para la temporada siguiente, fue cedido al club San Luis de México entre 2003 - 2004. En un segundo retorno a su país natal, Huracán de Tres Arroyos lo cobijó para la temporada 2004-2005. 
De regreso a México, Coyotes de Sonora lo contrató para la temporada 2005-2006 y su último club fue Platense en el primer semestre de 2007, en el cual se retiró como profesional.

## Trayectoria como DT

### San Martín de San Juan
El 12 de diciembre de 2015 se confirma que tomaría la riendas en San Martín de San Juan. El sábado 6 de febrero de 2016 ejerce en su primer partido al cargo; su equipo le gana por 2 a 1 a Newells jugando como local.
Luego de 6 fechas disputadas, su equipo posicionado en 5.º lugar y jugando bien se gana los elogios de la prensa:
Pablo Lavallén armó un equipo nuevo, sin figuras, pero con futbolistas con ganas de triunfar: potenció a jugadores que venían del ascenso (como Emanuel Dening, goleador del equipo con 9 tantos y Joaquín Molina), sacó del clóset a algunos que parecían no tener lugar (el más claro ejemplo es Lucas Salas), le dio confianza a aquellos que no habían tenido continuidad el año anterior (Matías Fissore es el mejor caso, y Javier Toledo que le responde con goles), respetó el lugar que ya tenían ganado Luis Ardente y Francisco Mattia, y le imprimió su estilo al equipo teniendo un conductor dentro de la cancha como Marcos Gelabert, para darle al Pampa un papel fundamental que en anteriores temporadas no sucedía. En ese campeonato finalizaría en la 1.° posición. Sin embargo en el Campeonato de Primera División 2016-17 la campaña sería muy mala tras en 11 partidos solo tener 2 triunfos a los que se le suman 5 Empates y 5 derrotas.
En noviembre de 2016, presentó su renuncia luego de caer ante Atlético Rafaela por 3-0.

### Atlético Tucumán
El miércoles 7 de diciembre de 2016, asume la dirección técnica del club de Barrio Norte. Terminó tercero en la fase de grupos de la Copa Libertadores, por lo que consiguió un puesto para disputar la Copa Sudamericana, pero renunció a su cargo antes de jugar el primer partido en la misma debido a que la dirigencia del club no cumplió con las incorporaciones que Lavallén exigía. 
En este equipo hizo historia con la gesta de Quito, cuando eliminó en la altura a El Nacional en el estadio Atahualpa llegando sobre la hora, porque se demoró la salida del avión en la escala de Guayaquil. Sin hacer calentamiento y sin uniformes (jugaron con las camisetas de la selección argentina Sub-20 que casualmente estaba también en Ecuador), el Decano terminó ganando 1-0 con gol de Fernando Zampedri. “Dios es justo”, tuiteó Lavallén, cuando todo terminó. 
En junio de 2017, dejó de ser el entrenador del club tucumano luego de una serie de malos resultados.

### Belgrano
El 24 de octubre de 2017, asume como director técnico de Belgrano de Córdoba. Luego de 21 partidos dirigidos en Belgrano, con ocho victorias, 7 empates y 6 caídas, finalizando en la decimotercera posición y no pudiendo clasificar a la Copa Sudamericana, renunciaría a su cargo el 12 de mayo de 2018, alegando una resistencia a su idea en el club.

### Colón de Santa Fe
Lavallén asumió en Colón el 7 de marzo de 2019. A fines de ese año lleva 12 ganados, 7 empatados, 13 perdidos, con 44.79% de efectividad. Su mayor logro es el trabajo futbolístico y anímico realizado junto a su cuerpo técnico, que además del ayudante de campo, Orlando Mono Claut, integran el profesor Diego Busti y tres profesionales, María Natalia Pedernera, María Andrea Carrera y José Escobar, que trabajan de manera grupal e individual en coaching y estrategia.
Llevó al equipo a disputar su primer título internacional: la final de Copa Sudamericana 2019, donde cayó 3-1 ante Independiente del Valle en el estadio General Rojas de Asunción, Paraguay. Previamente al duelo decisivo el cuadro sabalero eliminó a River de Montevideo, Deportivo Zulia de Venezuela, Deportivo Municipal de Perú, Argentinos Juniors y Atlético Mineiro, teniendo como principales referentes a Leonardo Burián, Luis Miguel Rodríguez, Wilson Morelo y Christian Bernardi. Su salida del club santafesino se daría el 6 de diciembre luego de un partido contra Club Atlético Aldosivi, en el cual Colón caería por 2-0. Esta derrota, sellaría su salida del club tras malos resultados.

### Club Deportivo Olimpia
El 8 de enero de 2022, el Club Deportivo Olimpia de Honduras anuncia su fichaje como nuevo entrenador del equipo en sustitución del también argentino Pedro Troglio. En sus primeras declaraciones Lavallén mencionó sentirse ilusionado de llegar al equipo más laureado de Honduras y dijo que espera ser considerado una opción para dirigir a la Selección Nacional de Honduras en un futuro. Fue cesado el 17 de mayo de 2022, luego de que cayó eliminado en la semifinal del Clausura 2022, con global de 1-2, contra su eterno rival, el Fútbol Club Motagua.

### FBC Melgar
En julio de 2022, se convirtió en entrenador del club peruano FBC Melgar, en reemplazo de Néstor Lorenzo. Fue despedido el 6 de marzo de 2023, tras un mal comienzo de temporada.

### Sarmiento de Junín
El 3 de agosto de 2023, fue confirmado como entrenador de Sarmiento de Junín y firmó un contrato hasta diciembre de 2024. En octubre del mismo año, fue despedido de su cargo después de ganar sólo dos de los diez partidos que dirigió.

### The Strongest
El 4 de enero de 2024, Lavallén fue oficializado como entrenador de The Strongest. Unos meses más tarde, presentó su renuncia luego de quedar eliminado en las semifinales del Torneo Apertura.

### Marathon
El 3 de junio de 2025, asumió al frente de Marathón.

## Clubes y estadísticas

### Como jugador
| Club                    | País      | Año       |
| ----------------------- | --------- | --------- |
| River Plate             | Argentina | 1991-1996 |
| Atlas de Guadalajara    | México    | 1996-2001 |
| Tiburones Rojos         | México    | 2002      |
| Huracán                 | Argentina | 2002      |
| San Luis                | México    | 2003-2004 |
| Huracán de Tres Arroyos | Argentina | 2004-2005 |
| Coyotes de Sonora       | México    | 2005-2006 |
| Platense                | Argentina | 2007      |

### Como entrenador
| Equipo                     | Div.                | Temporada           | Liga | Liga | Liga | Liga |    | Copa | Copa | Copa | Copa |    | Internacional | Internacional | Internacional | Internacional |    | Totales | Totales     | Totales | Totales | Totales | Totales | Totales | Totales |
| Equipo                     | Div.                | Temporada           | PD   | G    | E    | P    | PD | G    | E    | P    | PD   | G  | E             | P             | PD            | G             | E  | P       | Rendimiento | GF      | GC      | Dif.    |         |         |         |
| -------------------------- | ------------------- | ------------------- | ---- | ---- | ---- | ---- | -- | ---- | ---- | ---- | ---- | -- | ------------- | ------------- | ------------- | ------------- | -- | ------- | ----------- | ------- | ------- | ------- | ------- | ------- | ------- |
| San Martín Argentina       | 1.ª                 | 2016                | 16   | 6    | 5    | 5    | 1  | 0    | 0    | 1    | -    | -  | -             | -             | 17            | 6             | 5  | 6       | 45.09%      | 23      | 20      | +3      |         |         |         |
| San Martín Argentina       | 1.ª                 | 2016-17             | 11   | 2    | 4    | 5    | -  | -    | -    | -    | -    | -  | -             | -             | 11            | 2             | 4  | 5       | 30.3%       | 10      | 18      | -8      |         |         |         |
| San Martín Argentina       | Total               | Total               | 27   | 8    | 9    | 10   | 1  | 0    | 0    | 1    | -    | -  | -             | -             | 28            | 8             | 9  | 11      | 39.28%      | 33      | 39      | -6      |         |         |         |
| Atlético Tucumán Argentina | 1.ª                 | 2016-17             | 16   | 4    | 4    | 8    | 1  | 0    | 1    | 0    | 10   | 4  | 2             | 4             | 27            | 8             | 7  | 12      | 38.27%      | 34      | 38      | -4      |         |         |         |
| Atlético Tucumán Argentina | Total               | Total               | 16   | 4    | 4    | 8    | 1  | 0    | 1    | 0    | 10   | 4  | 2             | 4             | 27            | 8             | 7  | 12      | 38.27%      | 34      | 38      | -4      |         |         |         |
| Belgrano Argentina         | 1.ª                 | 2017-18             | 21   | 8    | 7    | 6    | -  | -    | -    | -    | -    | -  | -             | -             | 21            | 8             | 7  | 6       | 49.21%      | 24      | 24      | 0       |         |         |         |
| Belgrano Argentina         | Total               | Total               | 21   | 8    | 7    | 6    | -  | -    | -    | -    | -    | -  | -             | -             | 21            | 8             | 7  | 6       | 49.21%      | 24      | 24      | 0       |         |         |         |
| Colón Argentina            | 1.ª                 | 2018-19             | 4    | 0    | 2    | 2    | 1  | 1    | 0    | 0    | 4    | 3  | 1             | 0             | 9             | 4             | 3  | 2       | 55.55%      | 12      | 5       | +7      |         |         |         |
| Colón Argentina            | 1.ª                 | 2019-20             | 15   | 5    | 1    | 9    | 5  | 1    | 3    | 1    | 7    | 3  | 0             | 4             | 27            | 9             | 4  | 14      | 38.27%      | 33      | 38      | -5      |         |         |         |
| Colón Argentina            | Total               | Total               | 19   | 5    | 3    | 11   | 6  | 2    | 3    | 1    | 11   | 6  | 1             | 4             | 36            | 13            | 7  | 16      | 42.59%      | 47      | 46      | +1      |         |         |         |
| Olimpia Honduras           | 1.ª                 | 2022-C              | 20   | 10   | 3    | 7    | -  | -    | -    | -    | -    | -  | -             | -             | 20            | 10            | 3  | 7       | 55%         | 32      | 17      | +15     |         |         |         |
| Olimpia Honduras           | Total               | Total               | 20   | 10   | 3    | 7    | -  | -    | -    | -    | -    | -  | -             | -             | 20            | 10            | 3  | 7       | 55%         | 32      | 17      | +15     |         |         |         |
| Melgar · Perú              | 1.ª                 | 2022                | 22   | 13   | 3    | 6    | -  | -    | -    | -    | 4    | 0  | 2             | 2             | 26            | 13            | 5  | 8       | 56.41%      | 36      | 26      | +10     |         |         |         |
| Melgar · Perú              | 1.ª                 | 2023                | 4    | 0    | 0    | 4    | -  | -    | -    | -    | -    | -  | -             | -             | 4             | 0             | 0  | 4       | 0%          | 0       | 7       | -7      |         |         |         |
| Melgar · Perú              | Total               | Total               | 26   | 13   | 3    | 10   | -  | -    | -    | -    | 4    | 0  | 2             | 2             | 30            | 13            | 5  | 12      | 48.89%      | 36      | 33      | +3      |         |         |         |
| Sarmiento Argentina        | 1.ª                 | 2023                | -    | -    | -    | -    | 10 | 2    | 5    | 3    | -    | -  | -             | -             | 10            | 2             | 5  | 3       | 36.67%      | 7       | 7       | +0      |         |         |         |
| Sarmiento Argentina        | Total               | Total               | -    | -    | -    | -    | 10 | 2    | 5    | 3    | -    | -  | -             | -             | 10            | 2             | 5  | 3       | 36.67%      | 7       | 7       | +0      |         |         |         |
| The Strongest · Bolivia    | 1.ª                 | 2024                | 12   | 8    | 1    | 3    | -  | -    | -    | -    | 3    | 1  | 1             | 1             | 15            | 9             | 2  | 4       | 64.44%      | 26      | 20      | +6      |         |         |         |
| The Strongest · Bolivia    | Total               | Total               | 12   | 8    | 1    | 3    | -  | -    | -    | -    | 3    | 1  | 1             | 1             | 15            | 9             | 2  | 4       | 64.44%      | 26      | 20      | +6      |         |         |         |
| Marathón Honduras          | 1.ª                 | 2025-A              | 0    | 0    | 0    | 0    | -  | -    | -    | -    | -    | -  | -             | -             | 0             | 0             | 0  | 0       | 0%          | 0       | 0       | +0      |         |         |         |
| Marathón Honduras          | Total               | Total               | 0    | 0    | 0    | 0    | -  | -    | -    | -    | -    | -  | -             | -             | 0             | 0             | 0  | 0       | 0%          | 0       | 0       | +0      |         |         |         |
| Total en su carrera        | Total en su carrera | Total en su carrera | 141  | 56   | 30   | 55   | 18 | 4    | 9    | 5    | 28   | 11 | 6             | 11            | 187           | 71            | 45 | 71      | 45.99%      | 239     | 224     | +15     |         |         |         |
| 1. 2.                      |                     |                     |      |      |      |      |    |      |      |      |      |    |               |               |               |               |    |         |             |         |         |         |         |         |         |

#### Resumen por competiciones
| Torneo                         | Estadísticas | Estadísticas | Estadísticas | Estadísticas | Estadísticas | Estadísticas | Estadísticas | Estadísticas | Estadísticas     |
| Torneo                         | PJ           | G            | E            | P            | GF           | GC           | DG           | Rendimiento  | Mejor resultado  |
| ------------------------------ | ------------ | ------------ | ------------ | ------------ | ------------ | ------------ | ------------ | ------------ | ---------------- |
| Primera División de Argentina  | 83           | 25           | 23           | 35           | 94           | 116          | -22          | 39.36%       | 7.º lugar        |
| Copa Argentina                 | 6            | 2            | 3            | 1            | 11           | 5            | +6           | 50%          | Cuartos de final |
| Copa de la Superliga Argentina | 2            | 0            | 1            | 1            | 2            | 3            | -1           | 16.67%       | Primera fase     |
| Copa de la Liga Profesional    | 10           | 2            | 5            | 3            | 7            | 7            | +0           | 36.67%       | 9.º lugar        |
| Liga Nacional de Honduras      | 20           | 10           | 3            | 7            | 32           | 17           | +15          | 55%          | Semifinales      |
| Primera División del Perú      | 26           | 13           | 3            | 10           | 36           | 27           | +9           | 53.85%       | Subcampeón       |
| Primera División de Bolivia    | 12           | 8            | 1            | 3            | 23           | 18           | +5           | 69.45%       | Semifinales      |
| Copa Libertadores              | 13           | 5            | 3            | 5            | 17           | 16           | +1           | 46.15%       | Fase de grupos   |
| Copa Sudamericana              | 15           | 6            | 3            | 6            | 17           | 15           | +2           | 44.44%       | Subcampeón       |
| TOTAL                          | 187          | 71           | 45           | 71           | 239          | 224          | +15          | 45.99%       | Sin títulos      |

## Palmarés

### Como jugador

#### Campeonatos nacionales
| Título           | Club        | País      | Año    |
| ---------------- | ----------- | --------- | ------ |
| Primera División | River Plate | Argentina | 1991-A |
| Primera División | River Plate | Argentina | 1993-A |
| Primera División | River Plate | Argentina | 1994-A |

#### Copas internacionales
| Título            | Club        | Sede         | Año  |
| ----------------- | ----------- | ------------ | ---- |
| Copa Libertadores | River Plate | Buenos Aires | 1996 |